# Freseros de Irapuato (baloncesto)
Los Freseros de Irapuato es un club que participa en la Liga Nacional de Baloncesto Profesional y en la Liga Nacional de Baloncesto Profesional Femenil con sede en el Inforum Irapuato, de Irapuato, Guanajuato, México.

## Historia
El 20 de febrero de 2023 en la ciudad de Irapuato, Guanajuato, se presentó al equipo de Freseras y Freseros de Irapuato, los cuales estarán en la competencia de la Liga Nacional de Baloncesto Profesional a partir de mayo en la liga femenil, y en agosto en el varonil.

## Gimnasio
Los Freseros y Freseras estarán jugando sus partidos de local en el recinto Inforum Irapuato, el cual tiene una capacidad para tres mil personas.

## Jugadores

### Roster actual
| Freseros de Irapuato Temporada 2025 |    |                           |                                |
| C U E R P O T É C N I C O           |    |                           |                                |
| Entrenador                          |    | Bandera de Venezuela      | Christopher Gutiérrez Escalona |
| Asistente                           |    | Bandera de Estados Unidos | Benjamin Bliss                 |
| J U G A D O R E S                   |    |                           |                                |
| Base                                | 1  | Bandera de Estados Unidos | Derric Jean (Baja)             |
| Base                                | 3  | Bandera de Serbia         | Marko Lukic                    |
| Ala-Pívot                           | 4  | Bandera de Estados Unidos | Jaquar Paul Moorman II         |
| Base                                | 10 | Bandera de México         | Luis Roberto García            |
| Alero                               | 12 | Bandera de Estados Unidos | Brett Harmon Reed (Baja)       |
| Escolta                             | 13 | Bandera de Venezuela      | Christians Gutiérrez           |
| Base                                | 14 | Bandera de México         | Pedro Jesús Villanueva Flores  |
| Escolta                             | 15 | Bandera de Estados Unidos | Harrison Butler                |
| Alero                               | 19 | Bandera de México         | Kevin Andrés Tapia Abrego      |
| Ala-Pívot                           | 22 | Bandera de Estados Unidos | Jibril Harris                  |
| Base                                | 23 | Bandera de México         | Jesús Abel Jiménez Cornejo     |
| Ala-Pívot                           | 24 | Bandera de Estados Unidos | Malik Miller (Baja)            |
| Base                                | 25 | Bandera de Puerto Rico    | Brandon Boyd                   |
| Ala-Pívot                           | 35 | Bandera de Estados Unidos | Antonio Gordon                 |
| Ala-Pívot                           | 51 | Bandera de Estados Unidos | Darnell Brodie                 |
| = Capitán                           |    |                           |                                |

 =  Cuenta con nacionalidad mexicana. 

### Roster LNBP Femenil
| Freseras de Irapuato Femenil Temporada 2025 |    |                           |                                              |
| C U E R P O T É C N I C O                   |    |                           |                                              |
| Entrenador                                  |    | Bandera de Venezuela      | Christopher Gutiérrez Escalona               |
| J U G A D O R A S                           |    |                           |                                              |
| Ala-Pívot                                   | 1  | Bandera de Estados Unidos | Brazil Harvey-Carr                           |
| Alero                                       | 2  | Bandera de Estados Unidos | Miya Crump                                   |
| Escolta                                     | 3  | Bandera de Estados Unidos | Destiny Demetriana Pitts                     |
| Base                                        | 5  | Bandera de Estados Unidos | Taja Cole (Baja)                             |
| Alero                                       | 7  | Bandera de México         | Perla Rubí Hernández Fierro (Inactiva)       |
| Base                                        | 8  | Bandera de México         | Lucía Viridiana Cervantes Córdoba (Inactiva) |
| Base                                        | 9  | Bandera de Estados Unidos | Keiunna Walker                               |
| Ala-Pívot                                   | 11 | Bandera de Estados Unidos | Jaquaya Miller                               |
| Escolta                                     | 13 | Bandera de México         | Mayra Gil Ramírez                            |
| Pívot                                       | 15 | Bandera de Estados Unidos | Angel Jackson                                |
| Escolta                                     | 17 | Bandera de México         | Paola Stephania Velázquez González           |
| Ala-Pívot                                   | 25 | Bandera de México         | Yesica Yareli Vallejo Guzmán (Inactiva)      |
| Base                                        | 30 | Bandera de España         | Isabel Latorre                               |
| Pívot                                       | 55 | Bandera de Ruanda         | Bella Murekatete                             |
| = Capitán                                   |    |                           |                                              |

 =  Cuenta con nacionalidad mexicana. 